# Gare de Loubaresse
La gare de Loubaresse est une gare ferroviaire française de la ligne de Béziers à Neussargues (dite aussi ligne des Causses), située à Loubaresse, sur le territoire de la commune de Val d'Arcomie dans le département du Cantal en région Auvergne-Rhône-Alpes.
Elle est mise en service en 1888 par la Compagnie des chemins de fer du Midi et du Canal latéral à la Garonne (Midi) et fermée dans la deuxième moitié du XXe siècle.

## Situation ferroviaire
Établie à 953 mètres d'altitude, la gare de Loubaresse est située au point kilométrique (PK) 668,116 de la ligne de Béziers à Neussargues entre les gares d'Arcomie (fermée) et Garabit (fermée).

## Histoire
La station de Loubaresse est mise en service le 27 mai 1888 par la Compagnie des chemins de fer du Midi et du Canal latéral à la Garonne, lorsqu'elle ouvre à l'exploitation la section de Saint-Chély à Saint-Flour.

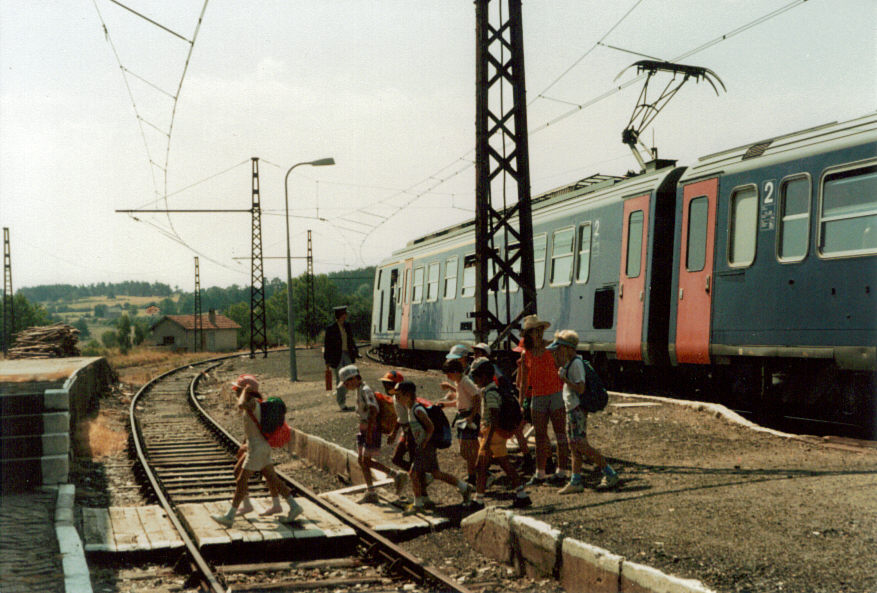
À l'arrivée d'un TER en 1989.

## Patrimoine ferroviaire
L'ancien bâtiment voyageurs désaffecté du service ferroviaire.